# 日後指定球員
日後指定球員（英語：Player to be named later，縮寫為），是美國職棒大聯盟球員異動上的專有名詞。交易到日後指定球員的球隊，不會立即得到想要的球員；而是過一段時間後，再從兩隊事先議定的名單中挑選。

## 美國職棒制度
美國職棒大聯盟中，日後指定球員是參與球隊之間球員交換或交易的無名球員；交易條款要過些時候才會完全確定，通常是在球季結束後。
推遲交易的最終條件或條款通常有多種原因：首先，獲得日後指定球員的球隊可能不確定想要填補哪個守備位置，因此這種交易讓他們有更多時間來確認。其次，這種安排讓獲得日後指定球員的球隊有更多時間來評估另一支球隊的可用之才。此外，當交易發生在8月份時，球員必須先放進「讓渡名單」（waivers）才能交易。日後指定球員的概念允許球員母隊嘗試將他先「通過讓渡」（clear waivers），然後完成交易；或者如果球員無法明確通過讓渡，等到球季結束後再交易他。
當日後指定球員交易發生時，談判團隊通常會議定最終將選擇的5到10名球員名單。該交易必須在其餘交易結束後的6個月內完成。如果球隊不能就選擇的球員達成共識，那麼他們將同意支付有價物（通常是現金）而不是球員。一名球員最終可能換回的對象就是自己，如同美國職棒大聯盟歷史上4次發生的那樣。
為了避免換回相同球員的事件再次發生，新增加的第2項規定是交易的日後指定球員在這段期間不能放在所屬球隊的正式名單中，所以通常是小聯盟球員或大聯盟浪人。交易時，很少有球星等級的日後指定球員；然而，一些小聯盟日後指定球員已經在聯盟有出色表現，包括麥可·布蘭特利、傑瑞米·邦德曼、史考特·波德塞尼克、可可·克里斯普、馬可·斯庫塔羅、莫伊塞斯·阿魯、傑森·施密特、吉奧·岡薩雷茲、大衛·歐提茲和崔亞·特納。
投手成績：
| 姓名          | 位置 | 年資 | 勝場 | 敗場 | 防禦率 | 場次 | 先發 | 完投 | 完封 | 中繼 | 救援 | 局數   | 被安打 | 被全壘打 | 四壞 | 奪三振 | WHIP |
| 傑瑞米·邦德曼 | P    | 9年  | 69   | 81   | 4.91   | 225  | 200  | 6    | 2    | 1    | 0    | 1231.0 | 1303   | 154      | 431  | 961    | 1.41 |
| 傑森·施密特   | P    | 14年 | 130  | 96   | 3.96   | 323  | 314  | 20   | 9    | 0    | 0    | 1996.1 | 1846   | 184      | 792  | 1758   | 1.32 |
| 吉奧·岡薩雷茲 | P    | 13年 | 131  | 101  | 3.70   | 344  | 328  | 4    | 2    | 0    | 0    | 1933.0 | 1744   | 171      | 815  | 1860   | 1.32 |

野手成績：
| 姓名              | 位置 | 年資 | 場次 | 打席  | 打數 | 得分 | 安打 | 二壘打 | 三壘打 | 全壘打 | 打點 | 盜壘 | 四壞 | 三振 | 打擊率 | 上壘率 | 長打率 |
| 麥可·布蘭特利     | OF   | 12年 | 1445 | 6149  | 5566 | 758  | 1656 | 348    | 25     | 129    | 720  | 125  | 485  | 658  | .298   | .355   | .439   |
| 史考特·波德塞尼克 | OF   | 11年 | 1079 | 4346  | 3906 | 563  | 1096 | 178    | 41     | 42     | 312  | 309  | 333  | 630  | .281   | .339   | .379   |
| 可可·克里斯普     | OF   | 15年 | 1586 | 6627  | 5930 | 877  | 1572 | 308    | 57     | 130    | 639  | 309  | 561  | 865  | .265   | .327   | .402   |
| 馬可·斯庫塔羅     | SS   | 13年 | 1391 | 5486  | 4887 | 683  | 1355 | 269    | 21     | 77     | 509  | 55   | 474  | 570  | .277   | .341   | .388   |
| 莫伊塞斯·阿魯     | OF   | 17年 | 1942 | 7913  | 7037 | 1109 | 2134 | 421    | 39     | 332    | 1287 | 106  | 737  | 894  | .303   | .369   | .516   |
| 大衛·歐提茲       | DH   | 20年 | 2408 | 10091 | 8640 | 1419 | 2472 | 632    | 19     | 541    | 1768 | 17   | 1319 | 1750 | .286   | .380   | .552   |
| 崔亞·特納         | SS   | 6年  | 1125 | 4967  | 4568 | 776  | 1352 | 251    | 41     | 171    | 572  | 279  | 340  | 921  | .296   | .348   | .481   |

※崔亞·特納(Trea Turner)為現役球員，數據統計至2024年止。

## 著名日後指定球員交易

### 交易回自己的球員
大聯盟歷史上曾經有4名球員被交易以換取日後指定球員，然後又被交易回母隊；交易後換得同一名球員，因此是交易回自己的球員：
- 哈利·奇帝（英语：Harry Chiti）：1962年4月26日，哈利·奇帝被克里夫蘭印地安人隊交易到紐約大都會隊，換得一名日後指定球員。奇帝在大都會隊出賽15場，僅繳出打擊率1成95的成績[11]。然而，兩隊無法就最終交易內容達成共識；6月15日，大都會隊再將他交易回克里夫蘭[12]。

- 布萊德·古爾登（英语：Brad Gulden）：1980年11月18日，紐約洋基隊將布萊德·古爾登和15萬美元交易到西雅圖水手隊，換取賴瑞·米爾包恩（英语：Larry Milbourne）和日後指定球員。古爾登在水手隊出賽8場，僅繳出打擊率1成88的成績[13]。然後在1981年5月18日，水手隊再將他交易回洋基隊[14]。

- 迪基·諾爾斯（英语：Dickie Noles）：1987年9月22日，芝加哥小熊隊將迪基·諾爾斯交易到底特律老虎隊，換得一名日後指定球員。諾爾斯在老虎隊出賽4場，僅投2局、繳出防禦率4.50的成績[15]。然而，與奇帝一樣，兩隊無法就最終交易內容達成共識；10月23日，老虎隊再將他交易回小熊隊[16]。

- 約翰·麥克唐納：2005年7月22日，約翰·麥克唐納被多倫多藍鳥隊交易到底特律老虎隊，換得一名日後指定球員。麥克唐納在老虎隊出賽31場，繳出打擊率2成60的成績[17]。隨後在11月10日，藍鳥隊以現金再將他重新買回，完成這筆球員交易[18]。

### 戴夫·溫菲爾德和1994年罷工
戴夫·溫菲爾德是美國國家棒球名人堂成員，職業生涯接近尾聲時，被包含在因1994年大聯盟罷工而複雜化的日後指定球員交易中。
1994年8月31日，明尼蘇達雙城隊成員之一的溫菲爾德被交易到克里夫蘭印地安人隊，換得一名日後指定球員。根據交易條款和條件，如果他在印地安人隊出賽16場或更多，雙城隊將獲得小聯盟2A的日後指定球員；如果只出賽1到15場，則獲得1A等級的球員。
然而，罷工導致球季剩餘賽事全部取消，溫菲爾德一場比賽也沒打。為了解決交易，克里夫蘭向明尼蘇達支付100美元的象徵性金額，印地安人總經理約翰·哈特邀請雙城總經理安迪·麥克菲爾共進晚餐並負責買單。事後，官方消息表示這筆交易是雙城隊將溫菲爾德賣給印地安人隊；也被笑稱是史上唯一用一頓晚餐換到球員的交易。

## 流行文化
1988年美國電影《百萬金臂》（Bull Durham）中，凱文·科斯納飾演的角色克拉許·戴維斯向新任經理介紹自己：「我是日後指定球員。」

## 外部連結
- ESPN: Transactions Primer （页面存档备份，存于）